# Facing the Animal
《Facing the Animal》은 스웨덴의 기타리스트 잉베이 말름스틴의 열 번째 스튜디오 음반으로, 1997년 포니 캐년 (일본)과 머큐리 레코드 (미국)를 통해 발매되었다. 이 음반은 핀란드 음반 차트에서 20위, 스웨덴 음반 차트에서 39위에 올랐다.
말름스틴의 작품이지만, 〈Air on a Theme〉는 안토니오 비발디의 〈피콜로 협주곡 C장조 (RV443)〉의 2악장 (라르고)을 편곡한 것이다. 《Facing the Animal》은 드러머 코지 파월이 1998년 4월에 사망하기 전 마지막 연주를 특징으로 한다.

## 평가
| 전문가 평가 | 전문가 평가 |
| 평가 점수   | 평가 점수   |
| 출처        | 점수        |
| ----------- | ----------- |
| AllMusic    | [ 2 ]       |

스티븐 토마스 얼와인은 《Facing the Animal》을 5개 중 3개 별로 선정하면서 "이 음반의 대부분은 말름스틴이 수년간 녹음한 어떤 것보다도 강하다"고 말하면서도 "로커에서 파워 발라드에 이르기까지 예측 가능한 것"이라고 말했다.

## 곡 목록
모든 곡들은 잉베이 말름스틴에 의해 작사/작곡하였다.
| #   | 제목                          | 재생 시간 |
| --- | ----------------------------- | --------- |
| 1.  | 〈Braveheart〉                | 5:19      |
| 2.  | 〈Facing the Animal〉         | 4:37      |
| 3.  | 〈Enemy〉                     | 4:53      |
| 4.  | 〈Sacrifice〉                 | 4:19      |
| 5.  | 〈Like an Angel – For April〉 | 5:47      |
| 6.  | 〈My Resurrection〉           | 4:48      |
| 7.  | 〈Another Time〉              | 5:03      |
| 8.  | 〈Heathens from the North〉   | 3:39      |
| 9.  | 〈Alone in Paradise〉         | 4:33      |
| 10. | 〈End of My Rope〉            | 4:24      |
| 11. | 〈Only the Strong〉           | 6:05      |
| 12. | 〈Poison in Your Veins〉      | 4:23      |
| 13. | 〈Air on a Theme〉            | 1:43      |

| #   | 제목                                | 재생 시간 |
| --- | ----------------------------------- | --------- |
| 14. | 〈Casting Pearls Before the Swine〉 | 3:57      |

## 인증
| 국가                       | 인증 | 판매량/출하량 |
| -------------------------- | ---- | ------------- |
| 일본 (RIAJ)                | 골드 | 100,000^      |
| ^출하량을 기반으로 한 인증 |      |               |